# Gang of Eight
Die Gang of Eight (dt. Achterbande) ist eine umgangssprachliche Bezeichnung für die acht Mitglieder des US-Kongresses, die vom US-Präsidenten über CIA-Aktivitäten und verdeckte Operationen unterrichtet werden können, wenn eine Benachrichtigung der gesamten Geheimdienstausschüsse aus außergewöhnlichen Umständen, die die vitalen Interessen der Vereinigten Staaten betreffen, nicht gewünscht ist.
Sie besteht jeweils aus dem Majority Leader und dem Minority Leader des Senats und des Repräsentantenhauses sowie den Vorsitzenden und stellvertretenden Vorsitzenden der Geheimdienstausschüsse von Senat und Repräsentantenhaus.
Die Informationspflicht der Exekutive gegenüber den Geheimdienstausschüssen wurde zunächst durch das Hughes-Ryan Amendment von 1974 geregelt, das vorschrieb die beiden Geheimdienstausschüsse zu informieren. Dieses wurde dann später von dem Intelligence Oversight Act of 1980 abgelöst, welcher es dem Präsidenten ermöglicht die Informationspflicht im Einzelfall auf die Gang of Eight zu beschränken.